# Зубов Олександр Олександрович
Олександр Олександрович Зубов (8 травня 1934 Москва — 19 жовтня 2013 [1]) — радянський і російський антрополог, один з основоположників антропологічної одонтології в СРСР і Росії.

## Біографія
У 1960 році закінчив МГУ ім. М. В. Ломоносова (біолого-ґрунтовий факультет, кафедра антропології), в 1960—1963 роках — аспірант кафедри антропології. З 1963 року працював в Інституті етнографії АН СРСР.

## Наукова діяльність
Головний науковий співробітник ІЕА РАН, доктор історичних наук (1971), професор. Сфера наукових інтересів — антропологічна одонтологія, антропогенез і загальна теорія еволюції, фіно-угрознавство, походження корінного індіанського населення Америки, використання антропологічних матеріалів в практиці судово-медичної експертизи. Організатор і учасник ряду антропологічних експедицій.
Підготував 4 докторів та 12 кандидатів наук.
Заслужений діяч науки РФ, ветеран праці.

## Основні праці
- Одонтология. Методика антропологических исследований. М.: Наука. 1968.
- Этническая одонтология. М.: Наука. 1973.
- Тенденции эволюции человечества // Расы и народы. 1982. Вып. 12. С. 70-89
- Магистрализация и демагистрализация в ходе эволюционного процесса // Вопросы антропологии. 1985. Вып. 75. С. 14-27.
- Эволюция рода Homo от архантропа до современного человека // Итоги науки и техники. Антропология. Т. 2. М., 1987. С. 93-143.
- Зубов А. А. Дискуссионные вопросы антропогенеза // «Человек». 1997. № 1.
- La antropología dental y la práctica forense // Maguare (Bogotá, Colombia), 1998. № 13. P. 243—254.
- Comparative taxonomic analysis of the dental morphology of some

ethnic groups belonging to the Ugric branch of Finno-Ugric languages //
Acta Ethnographica Hungarica. Budapest. 1998. V. 42 (3-4). P. 299—303.
- Биолого-антропологическая характеристика коренного доевропейского населения Америки // Население Нового света: проблемы формирования и социокультурного развития. М., 1999. С. 11-66.
- Первые гоминиды // На путях биологической истории человечества. 2002. Т. 1. С. 9-56.
- Дифференциация древнего человечества в палеолите-мезолите Европы // Расы и народы. М., 2004. Вып. 30. С. 15-45.
- Палеоантропологическая родословная человека. М., 2004.